# Angela Doyinsola Aina
Angela Doyinsola Aina es una profesional de la salud pública estadounidense y cofundadora y directora ejecutiva de Black Mamas Matter Alliance, una organización que se enfoca en mejorar los resultados de salud materna y reproductiva de las mujeres negras.

## Primeros años y educación
Aina obtuvo su Licenciatura en Psicología y Estudios Afroestadounidenses de la Universidad Estatal de Georgia en 2005. Obtuvo su Maestría en Salud Pública de la Escuela de Medicina de Morehouse en 2011.

## Carrera y activismo
Aina comenzó su carrera como profesional de la salud pública y ha trabajado tanto a nivel comunitario como en entornos académicos, así como a nivel del gobierno estatal y federal. Aina recuerda estas primeras experiencias de su carrera y cómo «a menudo se encontraba en espacios predominantemente blancos», siendo testigo de una desconexión «como si siempre hubiera algo mal con las mujeres negras o africanas».
Aina fue becaria del Servicio de Prevención de Salud Pública de los Centros para el Control y la Prevención de Enfermedades (CDC) durante más de cinco años, trabajando en los impactos del Zika en el embarazo. También apoyó la respuesta de los CDC al brote de ébola de 2014 en África occidental.
En 2016, Aina ayudó a cofundar Black Mamas Matter Alliance (BMMA) con Elizabeth Dawes Gay,  basándose en una asociación entre el Centro de Derechos Reproductivos y el Colectivo de Justicia Reproductiva de Mujeres de Color SisterSong. Tanto Aina como Gay señalan las estadísticas de los CDC sobre la mortalidad materna entre la población negra en Estados Unidos que dicen que las mujeres blancas mueren por causas relacionadas con el embarazo en una cuarta parte de la tasa que lo hacen las mujeres negras. La BMMA ha logrado impulsar una legislación que ayude a las mujeres afroamericanas durante el parto, incluida la Ley de Prevención de la Muerte Materna de 2018. Aina cita la importancia de los datos que recopila esta ley: «Porque si no sabemos cómo y por qué mueren las mujeres, no podremos abordar estos problemas a nivel de sistemas».
En 2018, BMMA lanzó la Black Maternal Health Week («Semana de la Salud Materna Negra») como una iniciativa para llamar la atención sobre la crisis de salud que enfrentan las madres negras. En 2021, la administración Biden-Harris reconoció oficialmente la iniciativa. En 2020, Aina fue reconocida por la revista Time por su trabajo para abordar las discrepancias en la atención de la salud materna. Aina expresó su esperanza de que «una mayor atención ayudará a generar una mayor inversión en programas de salud dirigidos por mujeres negras». Aina y la BMMA han apoyado el Black Maternal Health Caucus, así como la Ley Momnibus de 2023.
En septiembre de 2020, Aina fue nombrada directora ejecutiva de la BMMA.

## Premios y honores
- En marzo de 2020, Aina fue reconocida como WebMD Health Hero 2020.[11]